# Дуб біля с. Кропивинці
Дуб у селі Кропивинці — ботанічна пам'ятка природи місцевого значення в Україні. На даний час цей дуб оборали. І залишили маленький клаптик землі. Для існування цього велетня.

## Опис
Знаходиться в селі Кропивинці  Роменського району  Сумської області. 
Площа - 0, 02 га. Статус надано у 1972 р.
Охороняється місце зростання унікальних вікових дубів. Тут зростає один із найстаріших дубів  України. Обхват 7,10 м. Висота 37 м. Вік 800 років. 

## Галерея

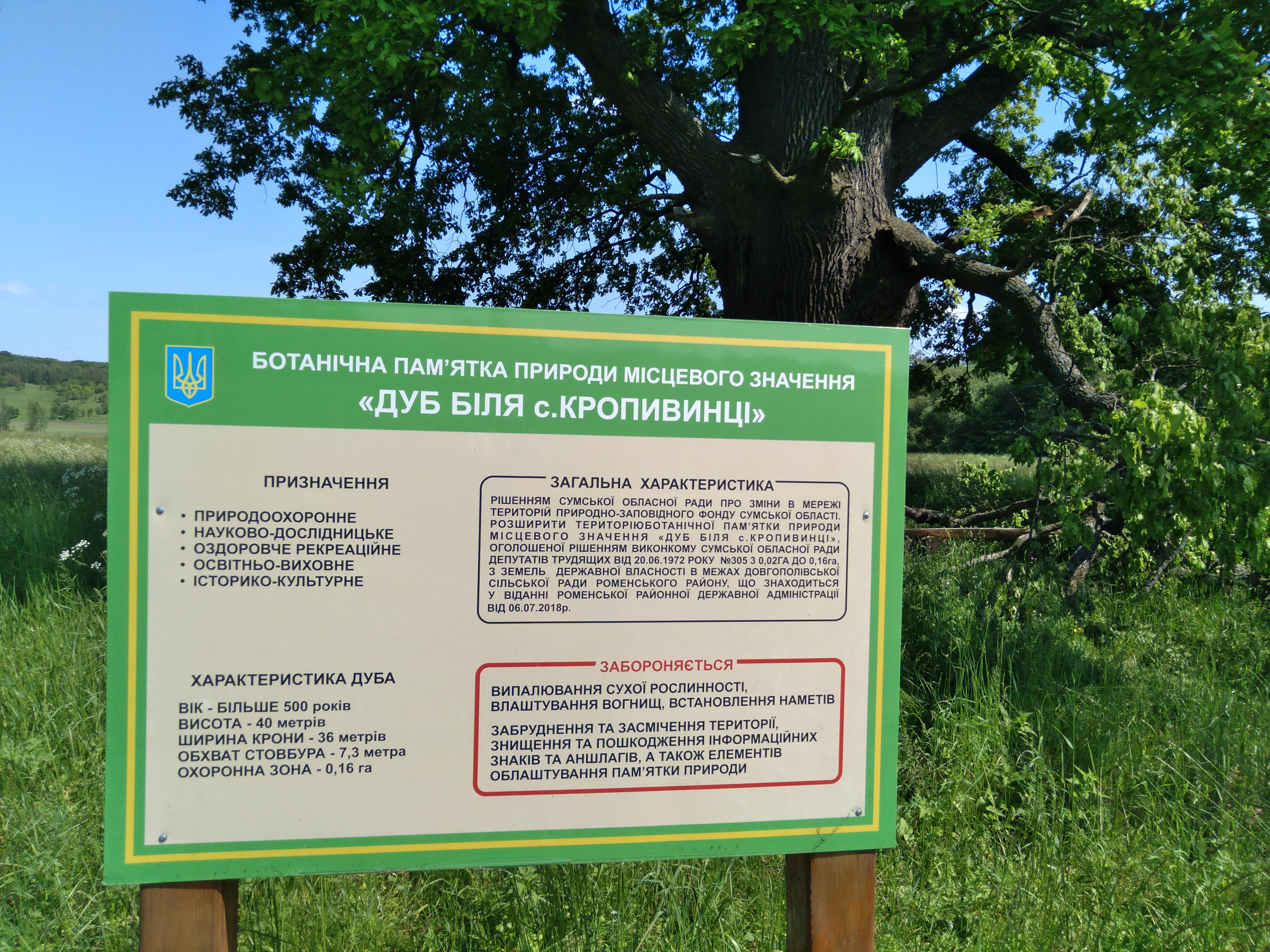
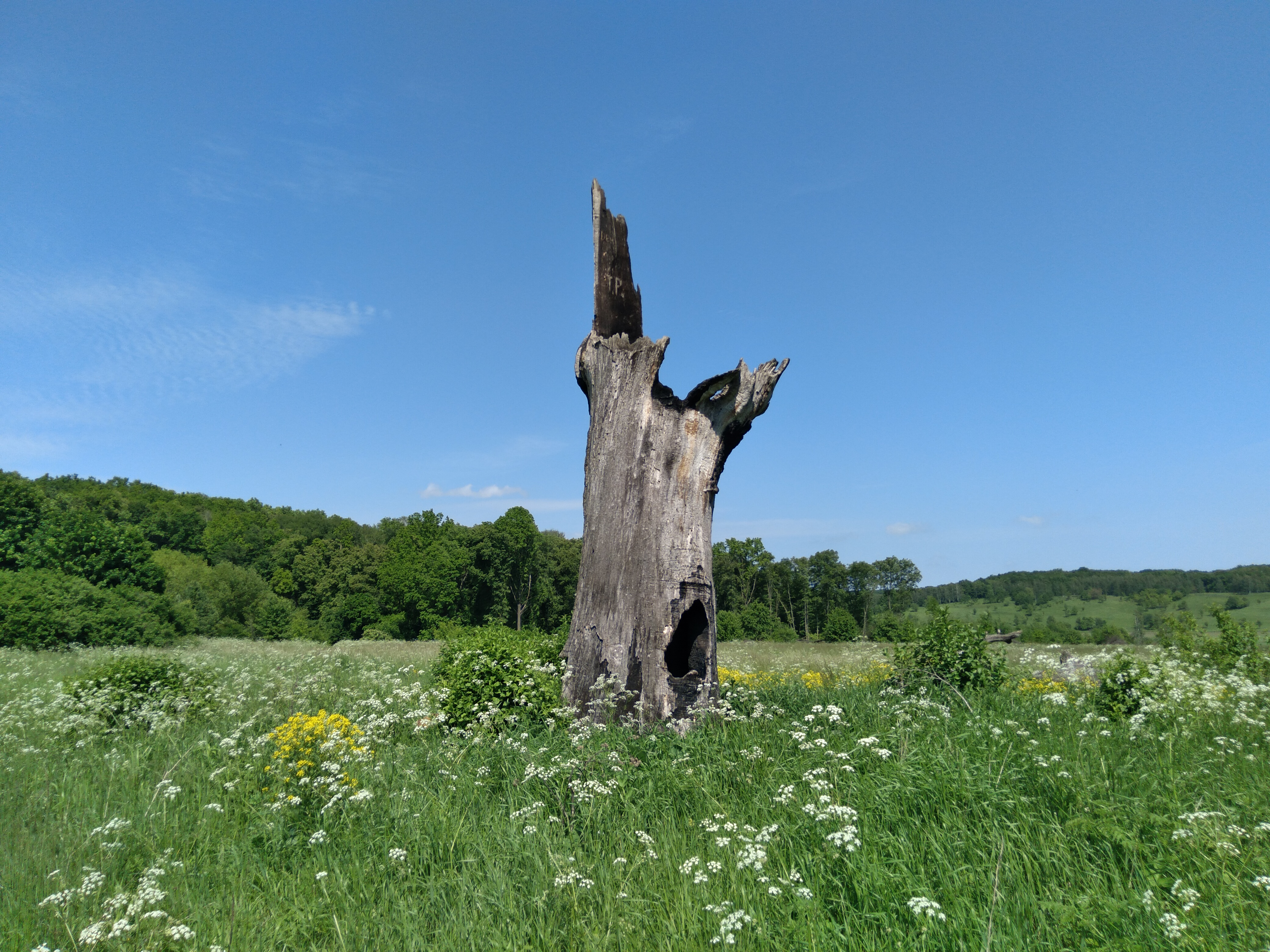
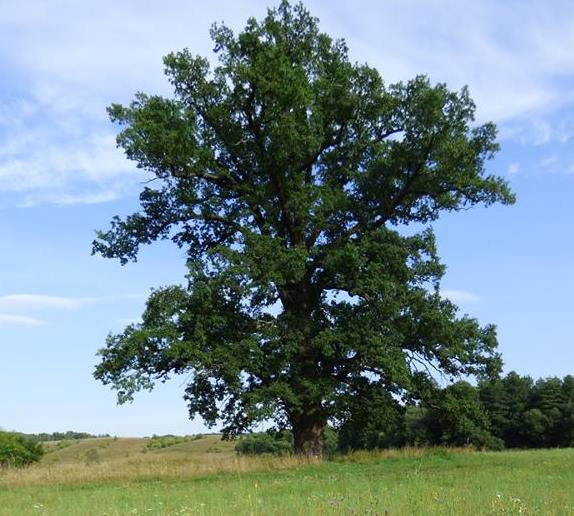
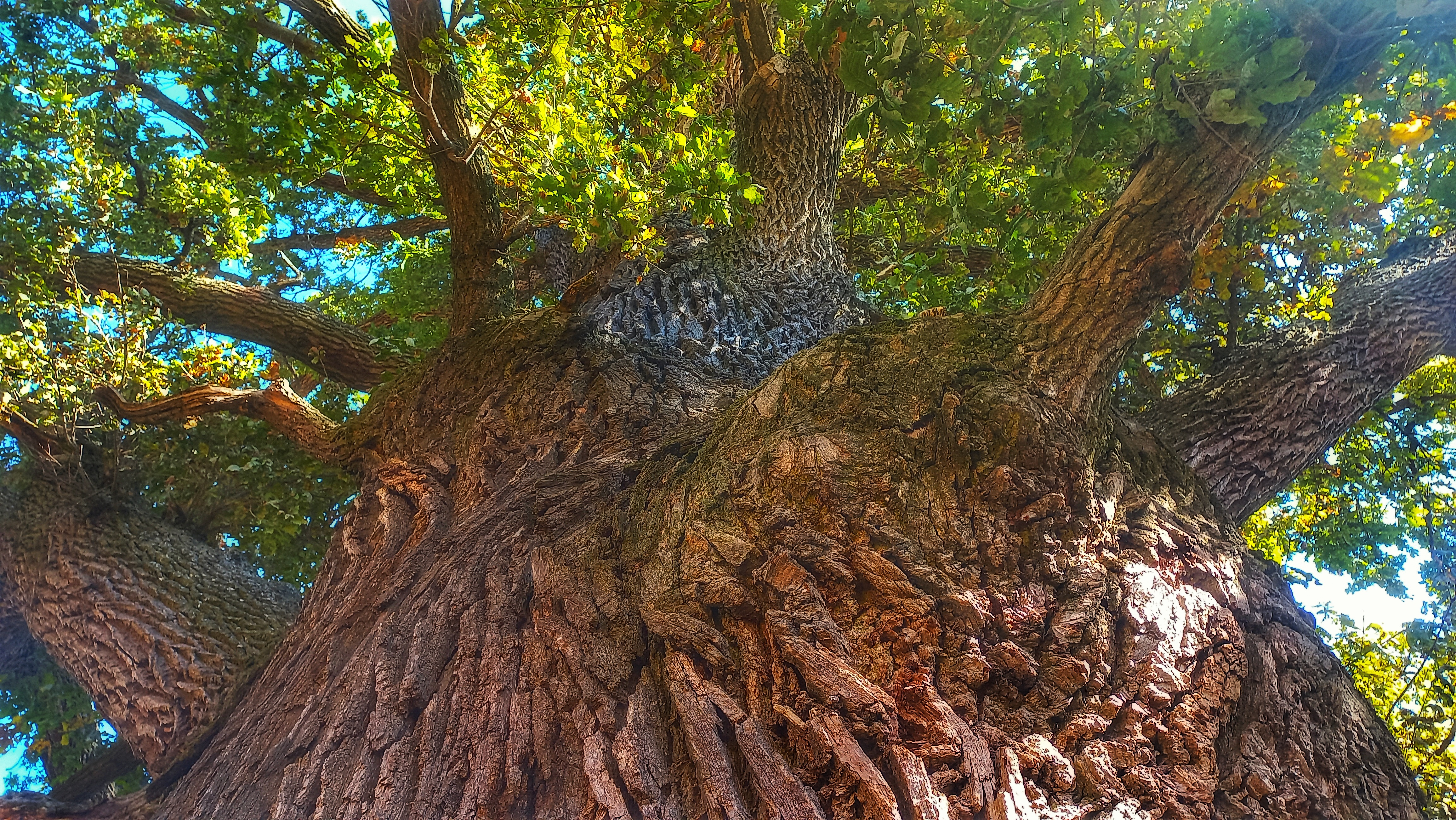
Стовбур дуба
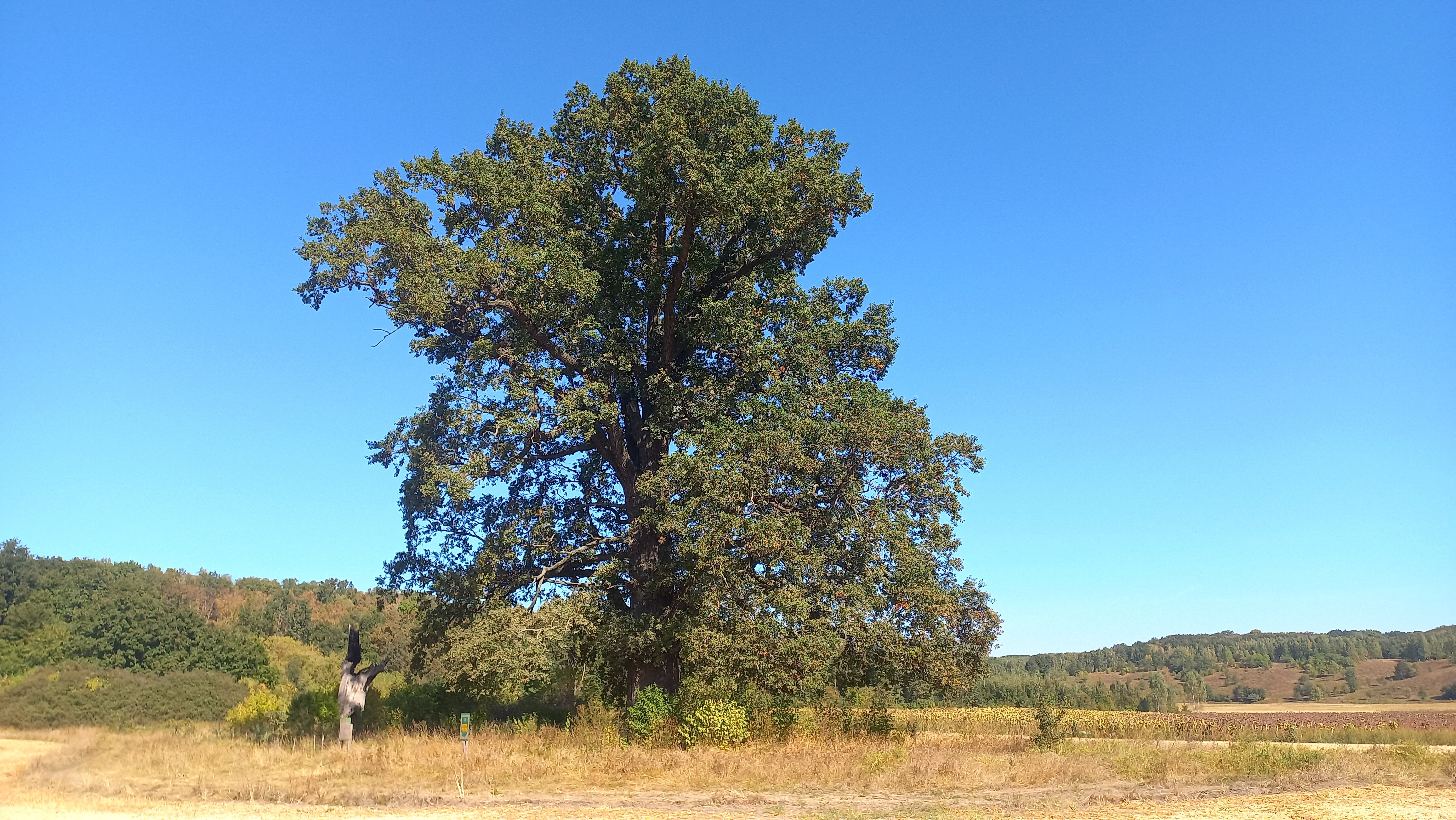
Дуб Велетень

## Виноски
1. 1 2   Шнайдер С. Л., Борейко В. Е., Стеценко Н. Ф. 500 выдающихся деревьев Украины. — К.: КЭКЦ, 2011. — 203 с.
2. ↑  Рішення Сумської обласної Ради депутатів трудящих від 20.06.72 р. №305 // Державний архів Сумської області: - Ф.Р-2196, - Оп.9а, - Спр.546.